# ميكائيل بلومبرغ
ميكائيل بلومبرغ (بالسويدية: Mikael Blomberg)‏ هو لاعب كرة قدم سويدي، ولد في 23 أكتوبر 1974 في نيشوبينغ في السويد. لعب مع نادي نورشوبينغ.

## وصلات خارجية
- ميكائيل بلومبرغ على موقع اتحاد السويد (السويدية)
- ميكائيل بلومبرغ على موقع قاعدة بيانات كرة القدم.إي يو (الإنجليزية)